# Eupithecia barteli
Eupithecia barteli är en fjärilsart som beskrevs av Karl Dietze 1908. Eupithecia barteli ingår i släktet Eupithecia och familjen mätare. Inga underarter finns listade i Catalogue of Life.